# Riccardia cardotii
Riccardia cardotii là một loài rêu trong họ Aneuraceae. Loài này được Stephani S.C. Srivast. & Udar mô tả khoa học đầu tiên năm 1976.